# Angels Cry (Angra)
Angels Cry è l'album d'esordio degli Angra, noto gruppo power/prog metal brasiliano.

## Tracce
1. Unfinished Allegro - 1:15 - (Matos)
2. Carry On - 5:03 - (Matos)
3. Time - 5:54 - (Matos, Bittencourt)
4. Angels Cry - 6:49 - (Matos, Bittencourt)
5. Stand Away - 4:55 - (Bittencourt)
6. Never Understand - 7:48 - (Matos, Bittencourt)
7. Wuthering Heights - 4:38 - (Bush)
8. Streets of Tomorrow - 5:03 - (Matos)
9. Evil Warning - 6:41 - (Matos, Bittencourt)
10. Lasting Child - 7:35 - (Matos)
  1. The Parting Words - 4:00
  2. Renaissance - 3:35

Bonus track della ristampa del 1999
1. Evil Warning (Different Vocals) - 6:40
2. Angels Cry (Re-mix) - 6:48
3. Carry On (Re-mix) - 5:09

## Formazione
- Andre Matos - voce
- Kiko Loureiro - chitarra
- Rafael Bittencourt - chitarra
- Luís Mariutti - basso
- Ricardo Confessori - batteria

## Ospiti
In Never understand
- chitarra: Dirk Schlächter
- chitarra: Kai Hansen
- chitarra: Sascha Paeth

In tutti i brani
- batteria: Alex Holzwarth

In Wuthering Heights
- batteria: Thomas Nack